# Porto Azzurro

Vị trí trên đảo

Porto Azzurro là một đô thị ở tỉnh Livorno trong vùng Toscana của Ý. Đô thị này nằm trên đảo Elba, có cự ly khoảng 130 km về phía tây nam của Firenze và khoảng 90 km về phía nam của Livorno. Tại thời điểm ngày 31 tháng 12 năm 2004, đô thị này có dân số 3.454 người và diện tích là 13,3 km².
Porto Azzurro giáp các đô thị: Capoliveri, Portoferraio, Rio Marina, Rio nell'Elba.

## Tên gọi
Porto Azzurro có nghĩa "Cảng Xanh", màu xanh của nước biển, là tên của xã từ năm 1947. Trước đó nó có tên là Longone và từ 1873 Porto Longone.

## Hình ảnh

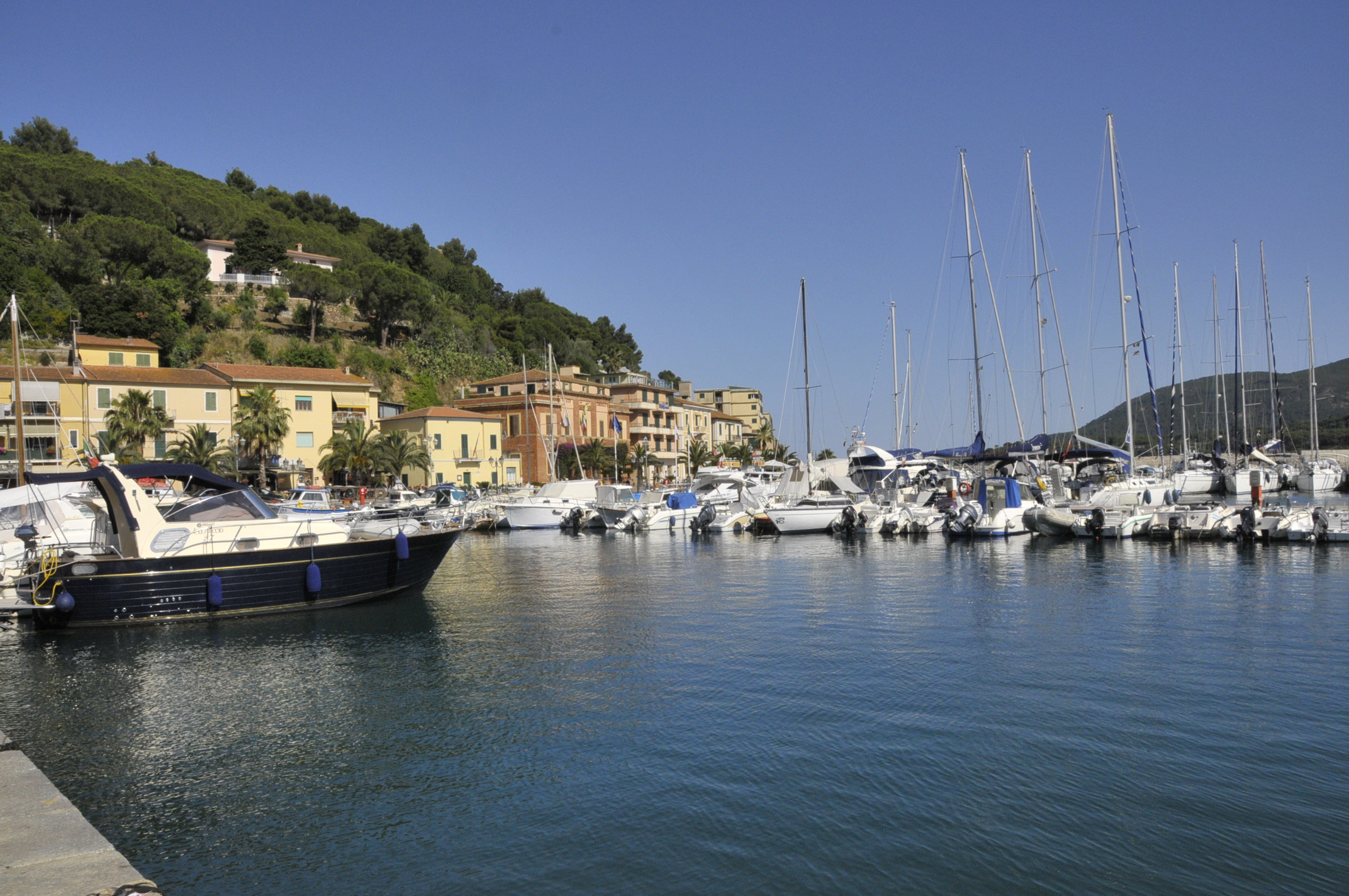
Cảng
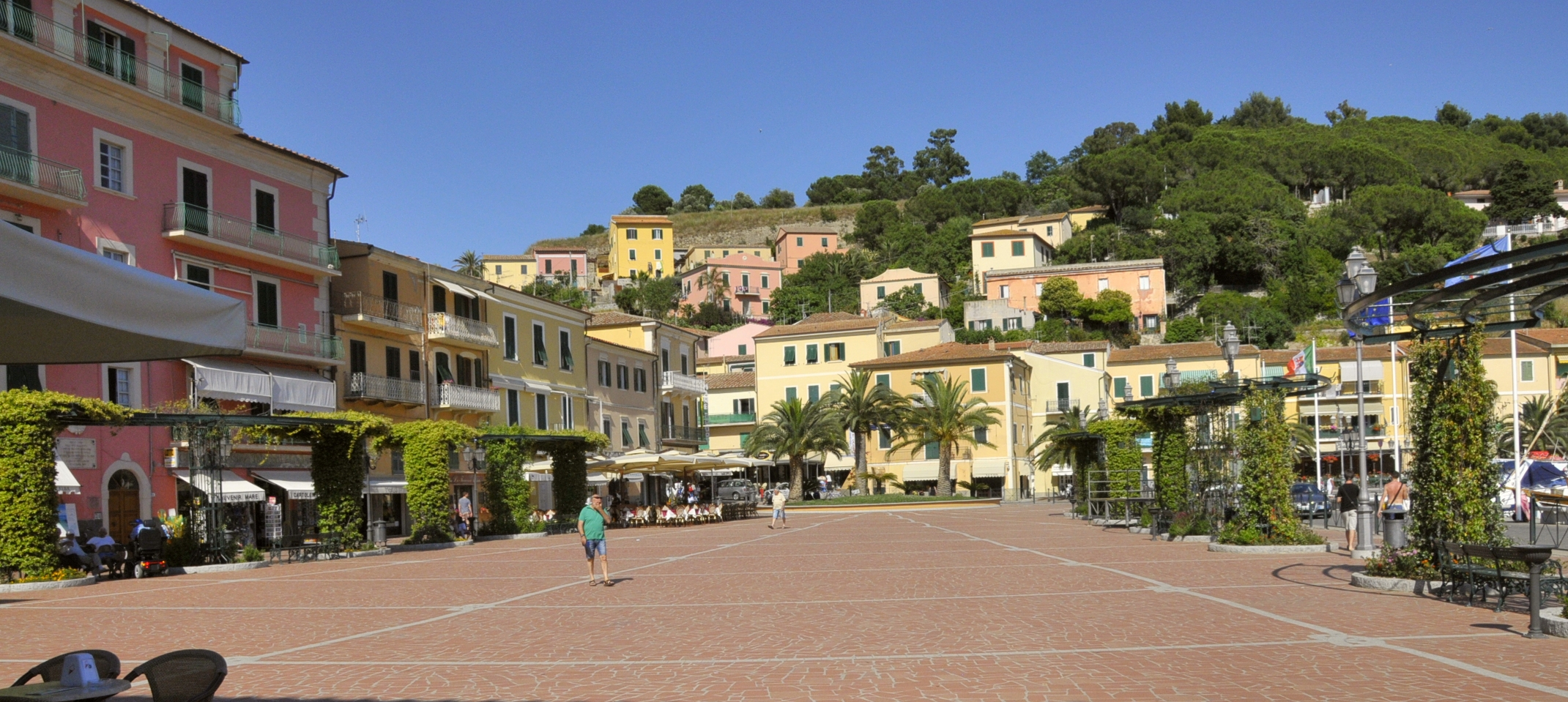
Piazza Matteotti

## Hiking
Núi cao thứ 2 ở đảo Elba, Cima del Monte (516m), Chỗ đậu xe gần đèo »Le Panche« (327m) thuộc Volterraio, khoảng cách 3,4 km, độ cao chênh lệch 226 m.